# Octahydrodiméthyl-4,7-méthano-1H-indène
L'octahydrodiméthyl-4,7-méthano-1H-indène, souvent appelé TH-dimer ou encore RJ-4, est un composé chimique de formule brute C12H20 utilisé comme combustible liquide dans certains missiles de croisière de l'US Air Force, par exemple dans le turboréacteur du BGM-109 Tomahawk. Il est peu volatil et son point d'éclair est au-dessus de 60 °C, ce qui accroît sa sécurité d'utilisation sur les navires et les sous-marins.
Il s'agit d'un mélange d'isomères d'hydrocarbures saturés — essentiellement 3,3- et 8,9-diméthyltricyclo[5.2.1.02,6]décane — obtenus par hydrogénation du dimère de méthylcyclopentadiène, d'où son nom trivial.

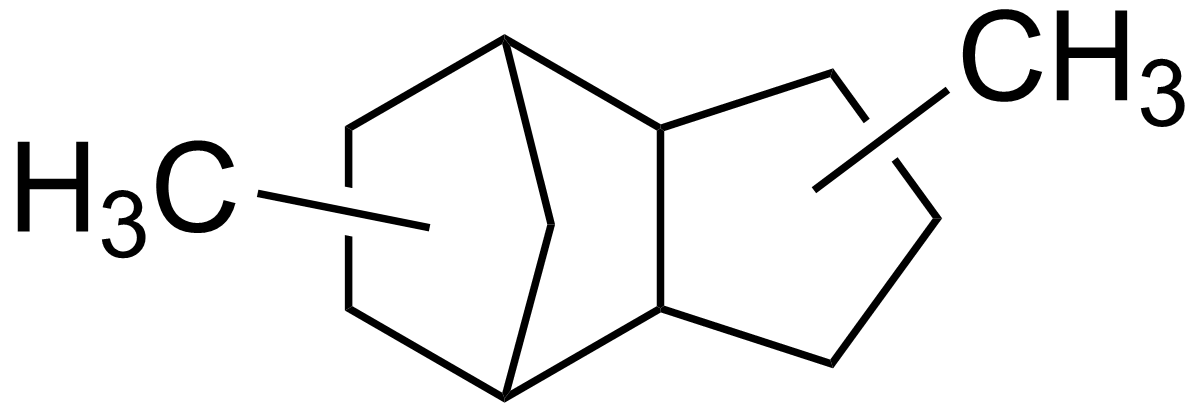
Structure générique du TH-dimer de l'US Air Force.